# Organiste à ventre orange
Euphonia xanthogaster
Espèce
Statut de conservation UICN

 LC  : Préoccupation mineure
L’Organiste à ventre orange (Euphonia xanthogaster) est une espèce de passereaux appartenant à la famille des Fringillidae.

## Répartition et sous-espèces

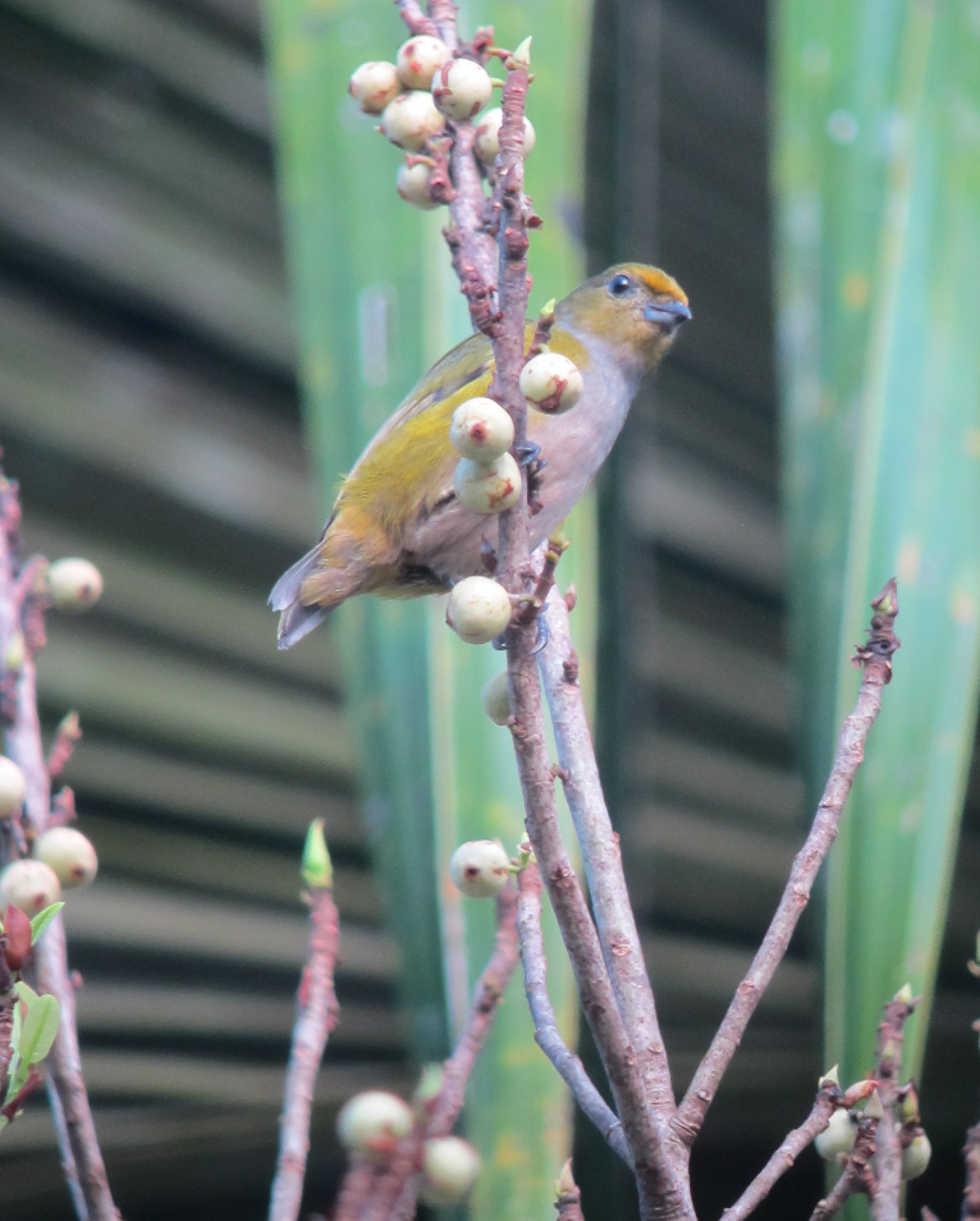
Une femelle.

Selon la classification de référence (version 14.2, 2024) du Congrès ornithologique international, cette espèce est constituée des onze sous-espèces suivantes (ordre phylogénique) :
- Euphonia xanthogaster oressinoma Olson, 1981 — vallée du Cauca ;
- Euphonia xanthogaster chocoensis Hellmayr, 1911 — El Chocó ;
- Euphonia xanthogaster badissima Olson, 1981 — Serranía del Perijá ;
- Euphonia xanthogaster quitensis (Nelson, 1912) — Tumbes ;
- Euphonia xanthogaster dilutior (Zimmer, 1943) — sud-est de la Colombie et nord-est du Pérou ;
- Euphonia xanthogaster cyanonota Parkes, 1969 — centre-ouest du Brésil ;
- Euphonia xanthogaster brunneifrons Chapman, 1901 — sud-est du Pérou ;
- Euphonia xanthogaster ruficeps d'Orbigny & Lafresnaye, 1837 — ouest de la Bolivie ;
- Euphonia xanthogaster brevirostris Bonaparte, 1851 — nord de l'Amazonie ;
- Euphonia xanthogaster exsul Berlepsch, 1912 — Andes colombiennes et vénézueliennes et cordillère de la Costa ;
- Euphonia xanthogaster xanthogaster Sundevall, 1834 — forêt atlantique.